# Cimitirul Highgate
Cimitirul Highgate (în engleză Highgate Cemetery) este un cimitir din nordul Londrei. Există aici aproximativ 170.000 de oameni îngropați în circa 53.000 de morminte din cele două componente ale sale: Cimitirul de Est și Cimitirul de Vest. Cimitirul Highgate este remarcabil atât pentru unele dintre personalitățile înmormântate acolo, cât și pentru statutul său de facto ca rezervație naturală. Cimitirul este desemnat ca având gradul I în Registrul parcurilor și grădinilor istorice. Este unul dintre cele șapte cimitire majore din Londra.

## Localizare
Cimitirul Highgate cuprinde două situri (Cimitirul de Est și Cimitirul de Veste) de pe ambele părți ale Swains Lane din Highgate, N6, lângă Waterlow Park. Poarta principală este situată pe Swains Lane chiar la nord de Oakshott Avenue. Pe Chester Road există o altă poartă, în prezent dezafectată. Cimitirul se află în Boroughs of Camden, Haringey și Islington din Londra. Cea mai apropiată legătură de transport în comun este stația de autobuz din Londra C11 Brookfield Park și stația de metrou Archway.

### Cimitirul de Est

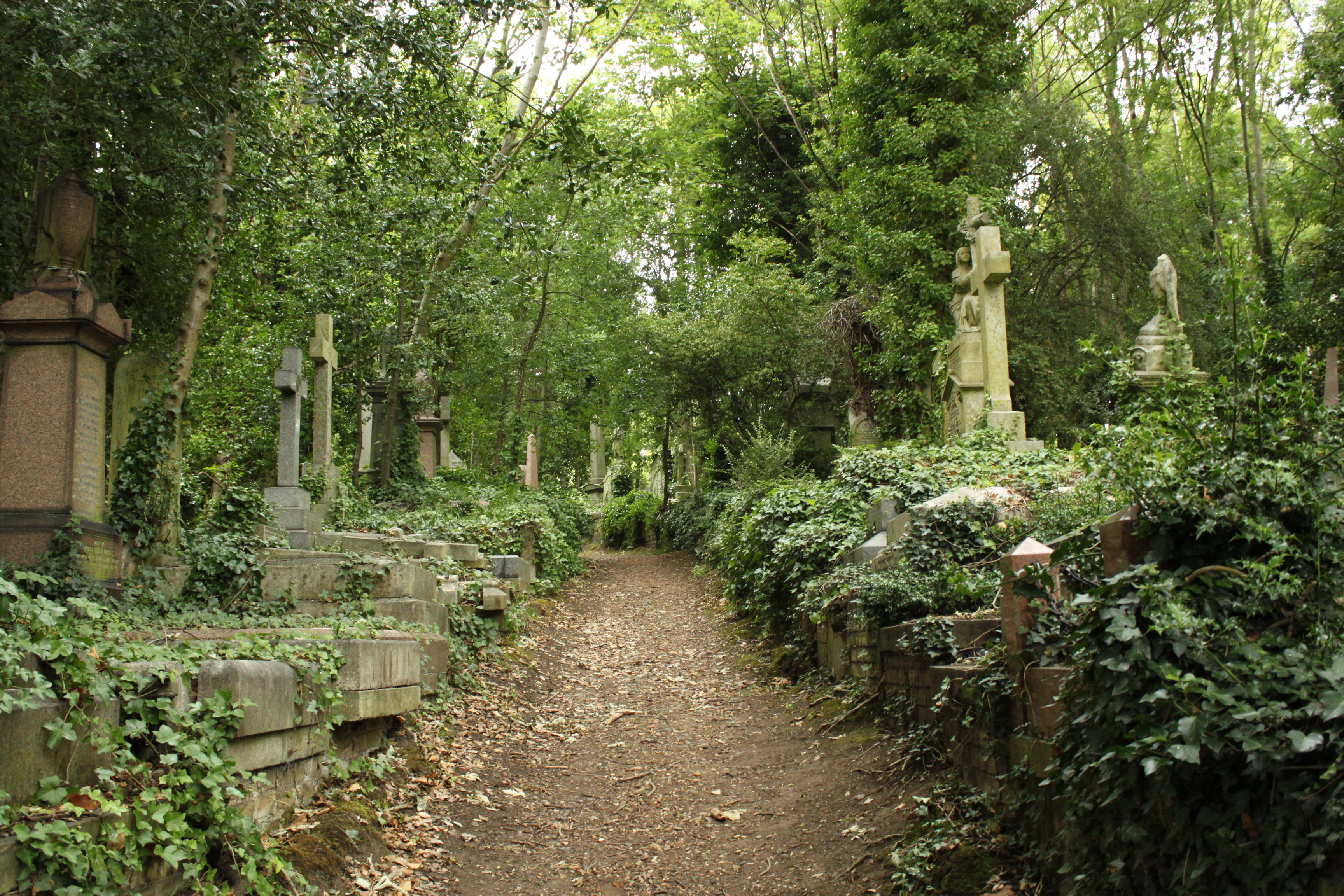
Cimitirul de Est

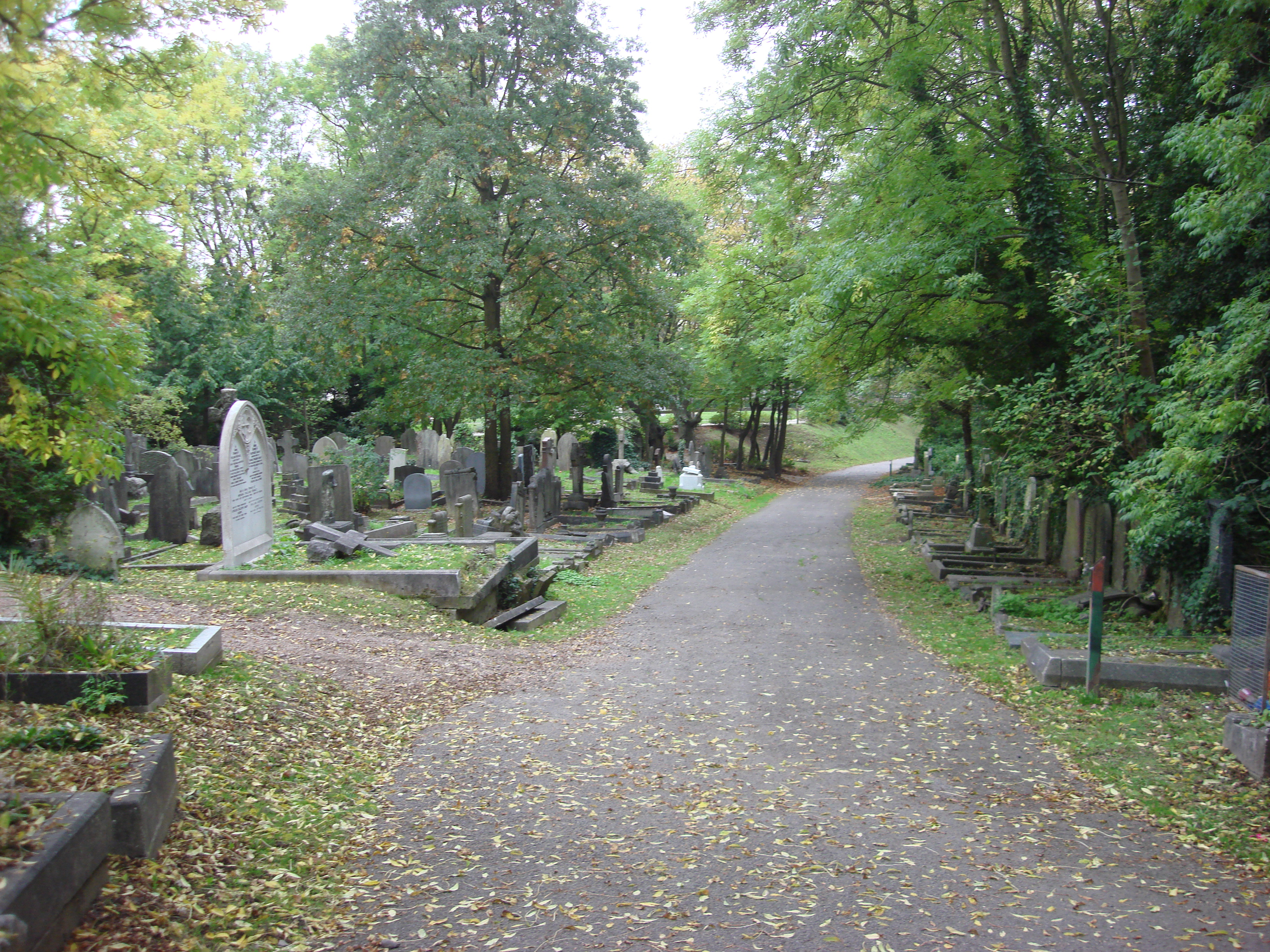
Cimitirul de Vest

Mulți oameni faimoși sunt înmormântați în partea de est a cimitirului Highgate; cea mai cunoscută înmormântare este, probabil, cea a lui Karl Marx, al cărui mormânt a fost locul unor încercări de atentate la 2 septembrie 1965 și în 1970. Mormântul lui Karl Marx este un monument listat în clasa I din motive de importanță istorică.

### Cimitirul de Vest
Terenurile din parte a de vest a cimitirului Highgate sunt pline de copaci, arbuști și flori sălbatice, unele fiind plantate de oameni, iar altele au răsărit fără influență umană. Din acest motiv, aceste terenuri sunt un refugiu pentru păsări și animale mici, dar și pentru vulpi. „Bulevardul Egiptean” și „Cercul Libanului” (în care exista un imens cedru de Liban în vârstă de 280 de ani, care a trebuit însă să fie tăiat și înlocuit în august 2019) prezintă morminte, bolți și cărări șerpuite săpate în dealuri; ele sunt monumente listate în clasa I.

## Morminte notabile
În ordine alfabetică:
- Douglas Adams, scriitor și dramaturg (1952-2001)
- Mehmet Aksoy, ofițer de presă pentru YPG-ul kurd, ucis de ISIS în 2017[6]
- Beryl Bainbridge, scriitoare engleză (1932-2010)
- William Kingdon Clifford, matematician și filozof englez (1845-1879)
- Mary Anne Evans (cunoscută ca George Eliot), romancieră și poetă
- Michael Faraday, om de știință, descoperitorul de inducției electromagnetice
- Lucian Freud, pictor și grafician englez, de origine germană, nepot al lui Sigmund Freud
- John Galsworthy, scriitor, laureat al Premiului Nobel (doar cenotaful)
- Henry Gray, anatomist și chirurg englez, autor al Gray's Anatomy
- Charles Hartley, inginer civil britanic din epoca victoriană (1825-1915)
- Eric Hobsbawm, istoric britanic (1917-2012)
- Theodore Hope, scriitor și administrator colonial britanic (1831–1915)
- Bob Hoskins, actor englez (1942-2014)
- David Edward Hughes, inventator (1831-1900)
- Claudia Jones, comunistă născută în Trinidad, naționalistă și fondatoare a primului mare ziar al negrilor din Marea Britanie, West Indian Gazette (1915-1964)[7]
- Aleksandr Litvinenko, fost ofițer al serviciilor secrete ruse KGB, ulterior consultant pentru serviciile secrete britanice
- Roger Lloyd-Pack, actor cunoscut pentru Only Fools and Horses și The Vicar of Dibley (1944–2014)
- Charles Lucy, pictor britanic (1814-1873), al cărui cel mai notabil tablou a fost Landing of the Pilgrim Fathers
- Anna Mahler, sculptoriță austriacă (1904-1988), fiica lui Gustav Mahler
- Karl Marx, filosof, istoric, sociolog și economist
- George Michael, cântăreț și compozitor (1963–2016)
- Sidney Nolan, pictor australian (1917-1992)
- Bruce Reynolds, actor (1931-2013), al cărui rol principal a fost în filmul Great Train Robbery (1963)
- Christina Rossetti, poetă (1830-1894)
- Jean Simmons, actriță de film (1929-2010)
- Tom Smith (1823-1869), inventatorul Christmas cracker⁠(d)
- Herbert Spencer, filozof, sociolog, teoretician politic din epoca victoriană.
- Alan Sillitoe, romancier, poet și dramaturg postmodernist (1928-2010)
- Jeanette Threlfall, poetă și compozitoare de imnuri din epocă victoriană

## Morminte de război
Cimitirul conține și mormintele a 318 militari căzuți în cele două războaie mondiale (259 în Primul Război Mondial și 59 în cel de-al Doilea Război Mondial), menținuți și înregistrați de Comisia pentru morminte de război a Commonwealth-ului. Cei ale căror morminte nu au putut fi marcate cu pietre tombale, sunt listați memorialul ridicat lângă Cross of Sacrifice din Cimitirul de Vest.

## Reflectare în cultură
- Câteva dintre romanele din ciclul Forsyte Saga, ale lui John Galsworthy, se referă la Cimitirul Highgate ca fiind ultimul loc de odihnă al membrilor familiei Forsyte.
- În filmul Clegg (1970), regizat de Lindsay Shonteff, Harry Clegg, interpretat de Gilbert Wynne, intră în Cimitirul Highgate, prin intrarea din „Bulevardul Egiptean”.[9]
- Scene filmate în Cimitirul Highgate apar în numeroase filme horror britanice, printre care Taste the Blood of Dracula (1970), Tales from the Crypt (1972) și From Beyond the Grave (1974).
- În serialul BBC Porridge, Fletcher susține că fiica sa cea mai mare, Ingrid, a fost concepută pe mormântul lui Karl Marx.
- Highgate Cemetery este al șaselea nivel al jocului Nightmare Creatures.
- În romanul de istorie  alternativă SS-GB al lui Len Deighton și în adaptarea sa TV, o bombă este detonată în mormântul lui Karl Marx atunci când rămășițele sale sunt exhumate de forțele de ocupație germane.
- Romanul Un lieu incertain al lui Fred Vargas începe în Cimitirul Highgate.
- Romanul cu vampiri al lui Barbara Hambly, Those Who Hunt the Night, are personaje principale care vizitează Highgate la un moment dat pentru a examina rămășițele unui vampir care a preluat un mormânt abandonat.
- Cimitirul Highgate este menționat ca sursă de inspirație pentru romanul Cartea cimitirului, de Neil Gaiman.
- Acțiunea cărții Her Fearful Symmetry (2009), de Audrey Niffenegger, se petrece în jurul Cimitirului Highgate; autoarea a activat ca ghid turistic acolo, în timp ce se documenta pentru acea carte.[10]
- În romanul Double or Die (2007), parte a seriei Young Bond, Ludwig și Wolfgang Smith intenționează să-l omoare pe Bond în Cimitirul Highgate.
- Cartea lui Tracy Chevalier Falling Angels (2002) are acțiunea principală în și în jurul Cimitirului Highgate. Cei doi protagoniști principali s-au întâlnit acolo ca copii, în timp ce părinții lor vizitau mormintele familiei învecinate și au continuat să se bucure de acea întâlnire și să se joace acolo.

## Legături externe
- en Site oficial